# Општина Нучи (Илфов)
Нучи (рум. Nuci) општина је у Румунији у округу Илфов.
Oпштина се налази на надморској висини од 74 m.